# زپلین-لیندائو آر اس ۳
زپلین-لیندائو آر اس ۳ (به انگلیسی: Zeppelin-Lindau_Rs.III) یک هواگرد از نوع هواگرد گشت دریایی و قایق پرنده ساخت شرکت لوفت‌شیفباو زپلین در آلمان است. هواگرد زپلین-لیندائو آر اس ۳ نخستین پروازش را در 4 نوامبر 1917 میلادی انجام داد. در مجموع، تعداد ۱ فروند از این هواگرد ساخته شده‌است.
طراح این هواگرد، کلاود دورنیر مهندس آلمانی بود.